# خالکیس
شهر خالکیس در استان یونان مرکزی در کشور یونان واقع شده است که دارای جمعیت ۵۴٬۹۸۱  نفر است.

## نگارخانه

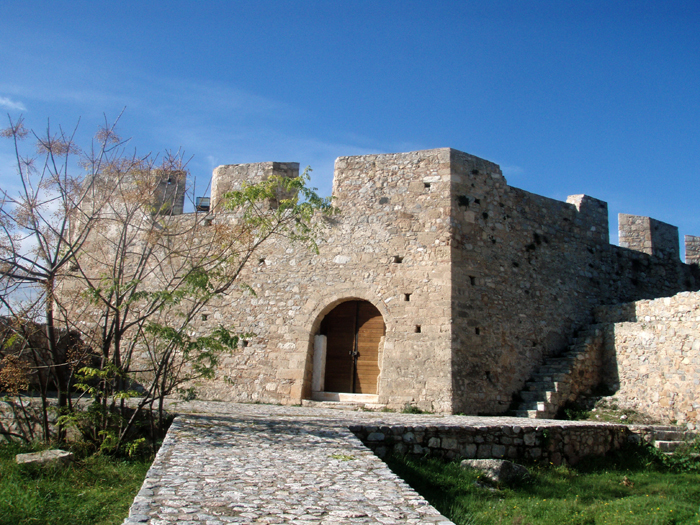
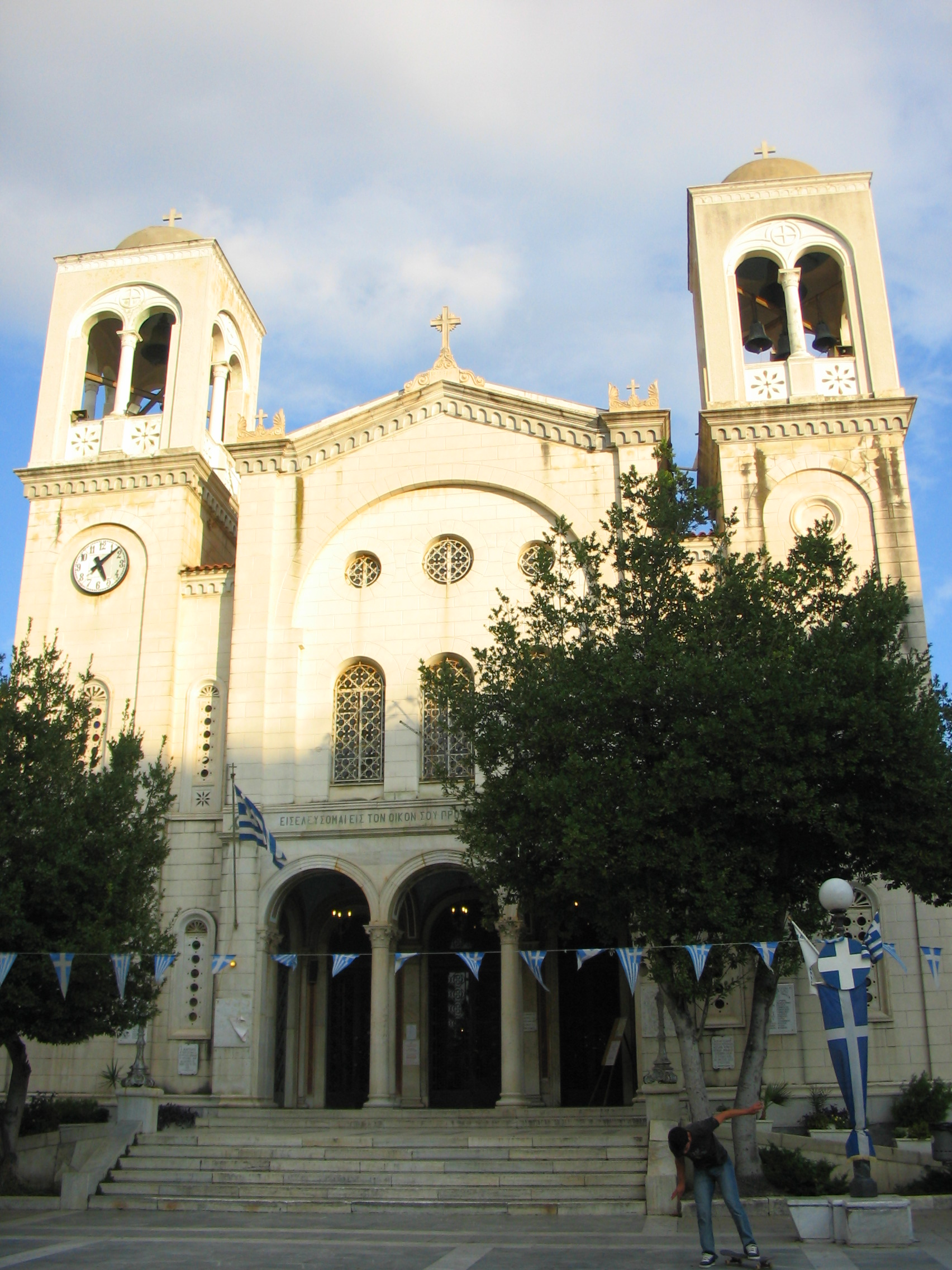
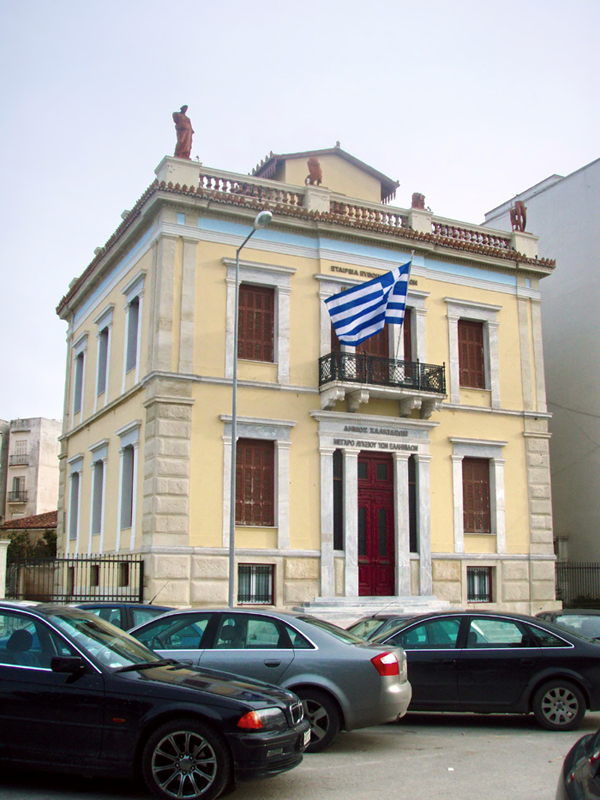
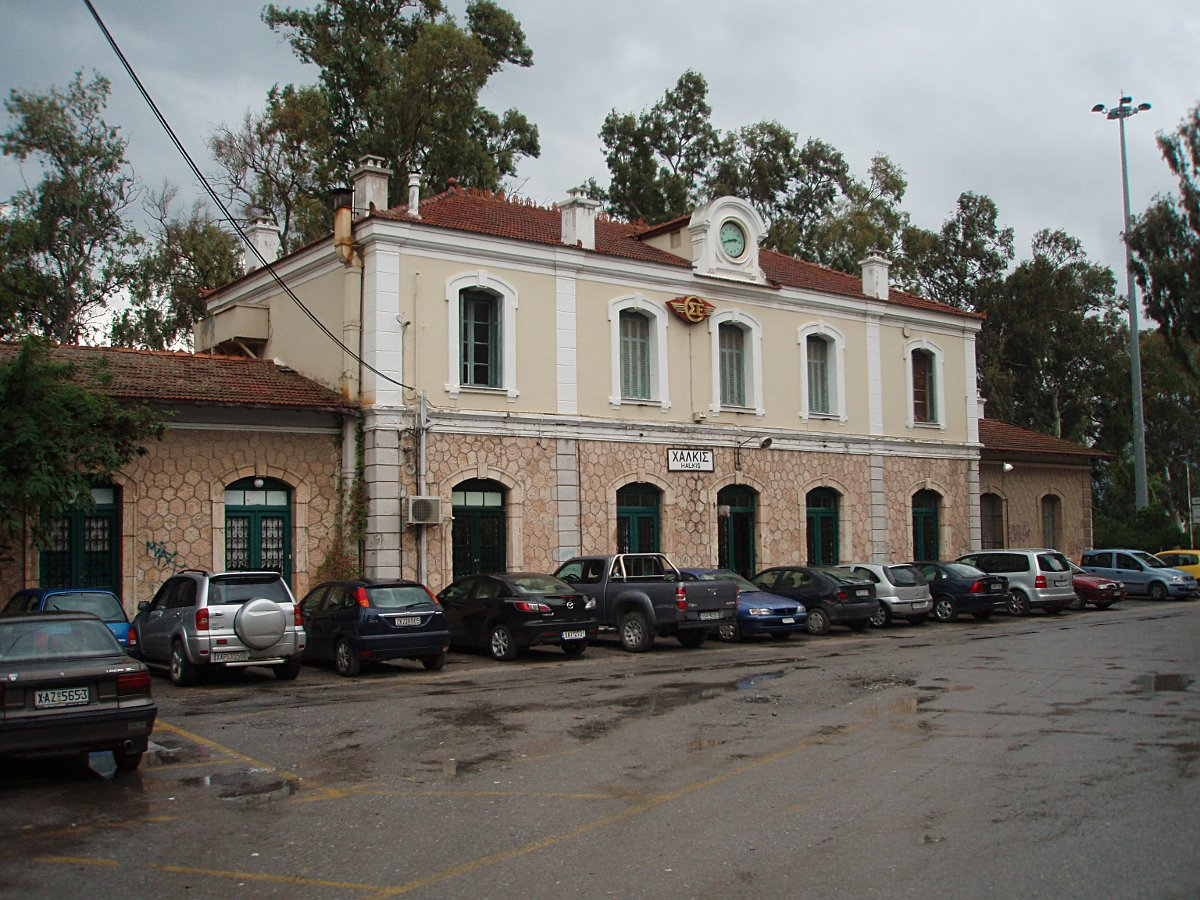
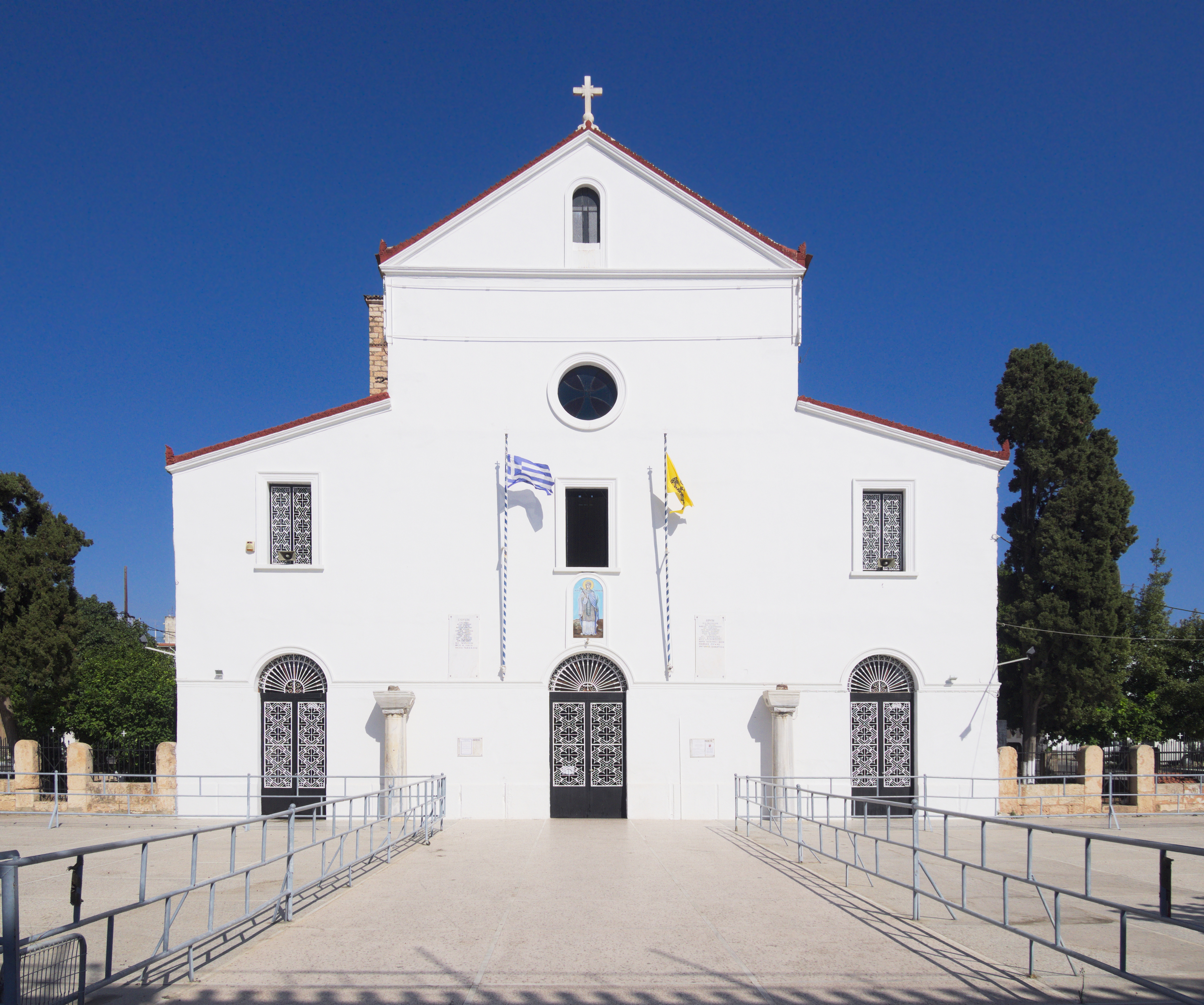
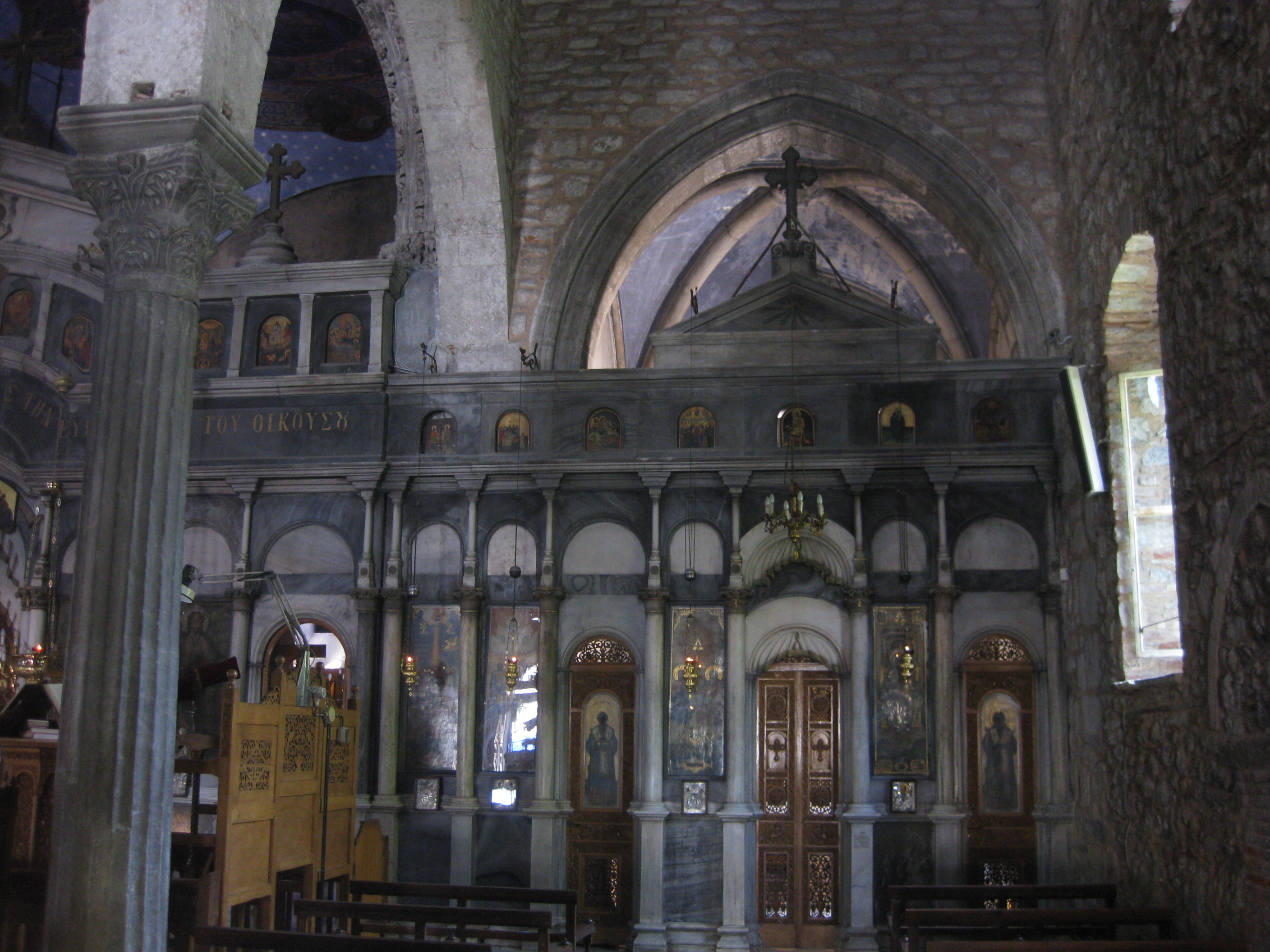
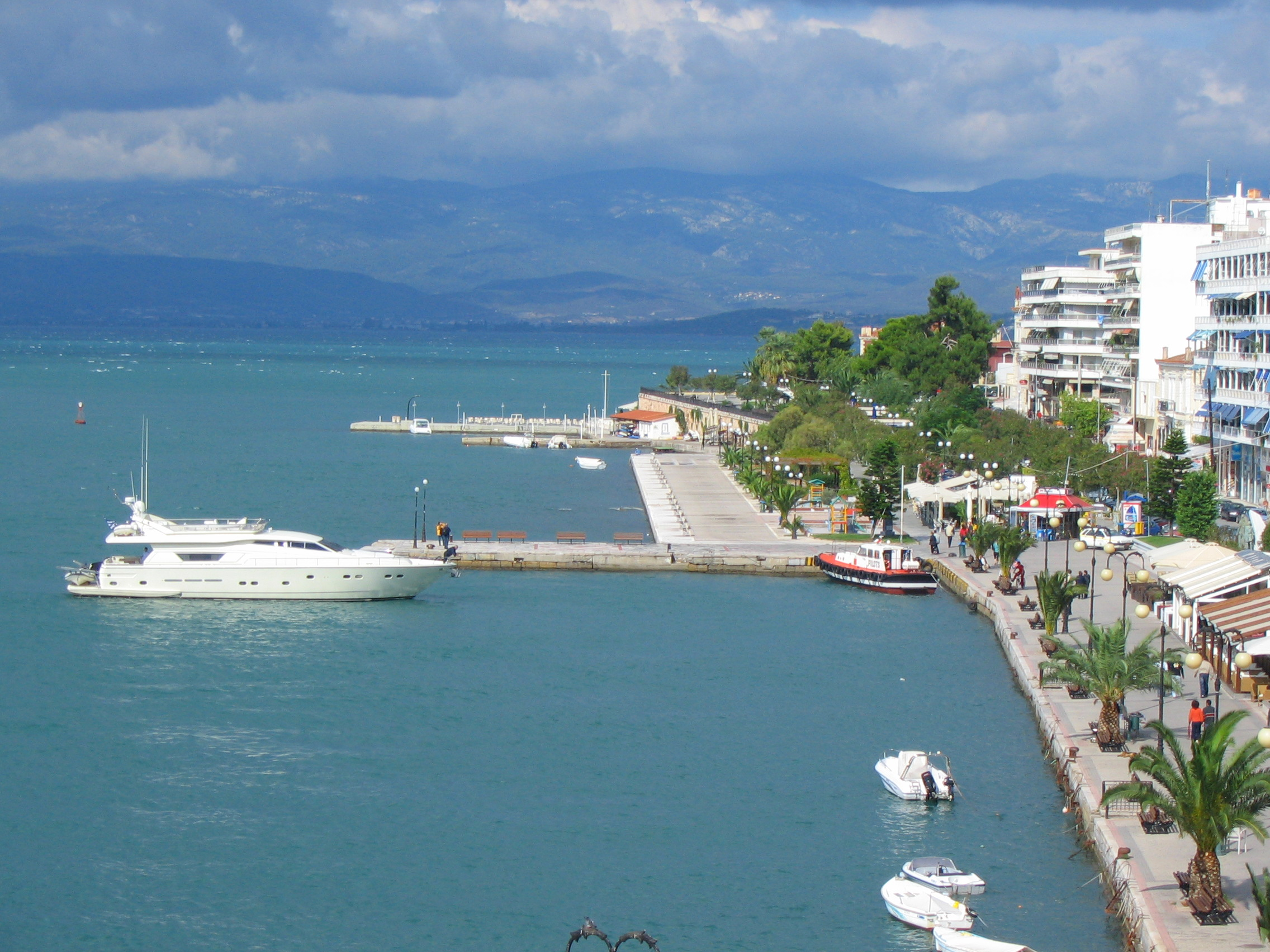
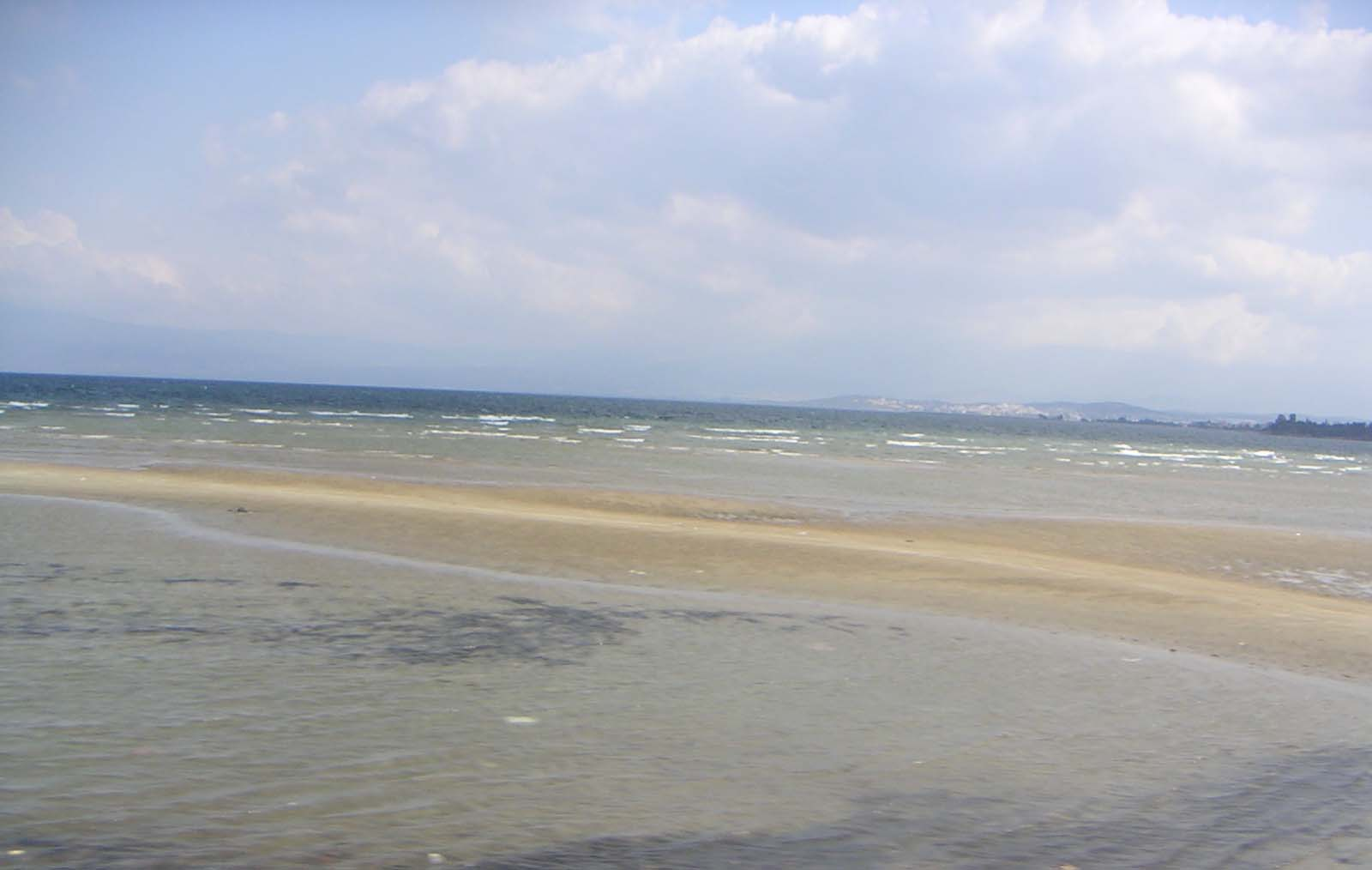
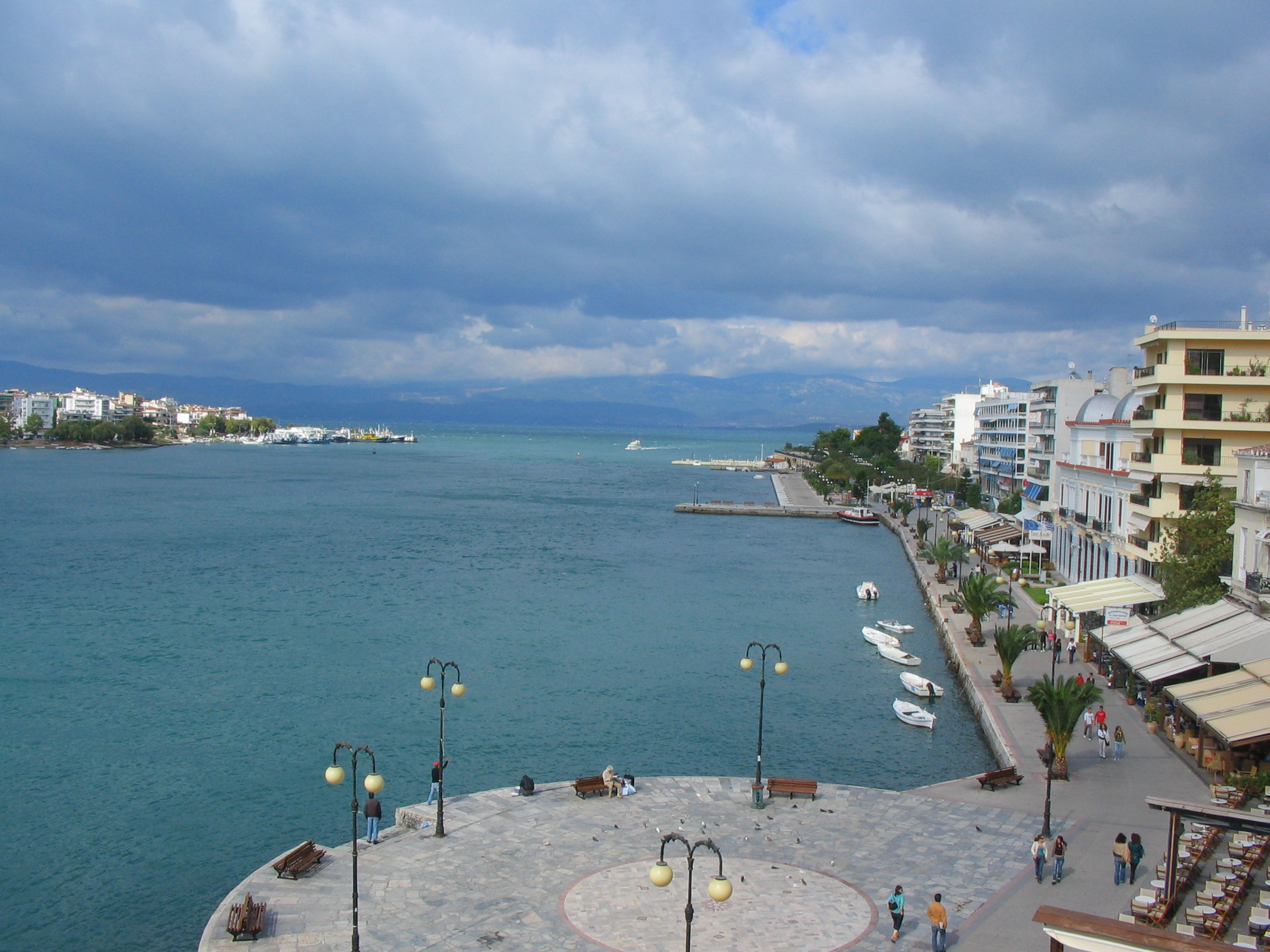